# Космос-1837
Космос-1837 је један од преко 2400 совјетских вјештачких сателита лансираних у оквиру програма Космос.
Космос-1837 је лансиран са космодрома Плесецк, СССР, 22. априла 1987. Ракета-носач Р-7 Семјорка (рус. Семёрка) (8К71, НАТО ознака SS-6 Sapwood) са додатим степеном је поставила сателит у орбиту око планете Земље. Маса сателита при лансирању је износила 12000 килограма. Космос-1837 је био војни сателит за фотографску картографију.